# Cycnidolon sericeum
Cycnidolon sericeum là một loài bọ cánh cứng trong họ Cerambycidae.